# Netpala
Netpala is een bestuurslaag in het regentschap Timor Tengah Selatan van de provincie Oost-Nusa Tenggara, Indonesië. Netpala telt 1646 inwoners (volkstelling 2010).